# Thekla Brun-Lie
Thekla Brun-Lie, née le 2 septembre 1992 à Oslo, est une biathlète norvégienne.

## Biographie
Sœur de la fondeuse Celine Brun-Lie, Thekla Brun-Lie est championne du monde jeune du 10 km individuel en 2011. Pour ses débuts en sénior en 2012, elle remporte la médaille d'or des Championnats d'Europe en relais mixte.
En 2012-2013, elle prend part à l'IBU Cup, montant sur ses deux premiers podiums directement à Idre.
En 2015, elle est appelée à participer à la Coupe du monde à Oslo. Elle revient à ce niveau seulement en fin d'année 2017 à Annecy, où elle marque ses premiers points (38e).
Elle est médaillée d'or en relais mixte simple aux Championnats d'Europe 2018.
Au début de la saison 2018-2019 de Coupe du monde, elle remporte le relais simple mixte de Pokljuka avec Lars Helge Birkeland. Elle obtient en fin de saison son meilleur résultat jusque là avec une 23e place à la poursuite d'Oslo. Elle remporte le titre national de la poursuite en fin de saison.
Elle prend sa retraite sportive en 2020.
Elle a étudié à l'Université norvégienne de sciences et de technologie à Trondheim.

## Palmarès

### Coupe du monde
- Meilleur classement général : 52e en 2020.
- Meilleur résultat individuel : 18e.
- 1 podium en relais mixte simple : 1 victoire.

#### Classements annuels
| Saison    | Individuel | Individuel | Sprint | Sprint   | Poursuite | Poursuite | Mass start | Mass start | Général | Général  |
| Saison    | Points     | Position   | Points | Position | Points    | Position  | Points     | Position   | Points  | Position |
| --------- | ---------- | ---------- | ------ | -------- | --------- | --------- | ---------- | ---------- | ------- | -------- |
| 2017-2018 |            |            | 3      | 88e      | -         | nc        |            |            | 3       | 95e      |
| 2018-2019 | 5          | 65e        | 16     | 74e      | 22        | 62e       |            |            | 43      | 71e      |
| 2019-2020 | -          | nc         | 34     | 55e      | 20        | 53e       | 23         | 38e        | 77      | 52e      |

### Championnats d'Europe
- Médaille d'or du relais mixte en 2012.
- Médaille d'or du relais simple mixte en 2018.

### Championnats du monde junior
- Médaille d'or du relais en 2012.

### Championnats du monde jeunesse
- Médaille d'or du relais en 2010.
- Médaille d'or de l'individuel en 2011.

### IBU Cup
- 6 podiums.